# دنيا الخلاطات
دنيا الخلاطات، تتمثل أغراض الشركة في تجارة الجملة والتجزئة في الأدوات الصحية. يقع المركز الرئيسي للشركة في مدينة بريدة في منطقة القصيم.

## التاريخ
كان الهدف الاساسي للمشروع بيع أفضل الادوات الصحية والماركات العالمية في منطقة القصيم، وعدم تكبد عناء السفر للمناطق المجاورة للوصول إلى ما يحقق رغباته ويلبي اذواقه من السلع والادوات الصحيه. بالاضافه إلى رفع عجله التنمية والاعمال في منطقة القصيم. انطلق المشروع إلى حيز التنفيذ في عام 22 رجب 1425 هـ الموافق 30 أغسطس 2004، من قبل رجل الآعمال يوسف محمد عباس الحربي.
المرحلة الأولي للمشروع:- كان الموقع وفق الامكانيات المتاحة. حيث إنطلقت هذه الشركة بمعرض صغير لايتجاوز (72) متراً بميزانية بسيطة وعدد محدود من الموظفين لا يتجاوز (3) موظفين وسيارة توزيع واحدة ومستودع صغير جدا. واستطاع يوسف محمد عباس الحدبي عام 2004، انطلاق هذه الشركة بعد تخطيط ودراسة واختيار في تلك المرحلة أن يستكشف السوق وما يحتاجه المستهلك مع الحفاظ علي المبادئ العامة للتنافس الشريف وتحقيق المعادلة التجارية القائمة علي الجودة في المنتج والسعر المناسب فيما يخدم بقائهم ضمن دائرة منافسين سبقوهم بمراحل في هذا المجال. اما المرحلة الثانية:-مع مرور الوقت إنتقل المعرض التابع للشركه لمساحه أكبر من السابق نسبيا حوالي (147) مترا وموظفين يتجاوز عددهم 15 موظف. ومعها ازدادت الطموحات والرغبة في تكوين اسم مرموق داخل سوق المنافسة. اما المدحله الثالثه:- فتم توسعت المعرض حوالي (650) مترا وازداد عدد الموظفين إلى أكثر من 40 موظف مع خطط للتوس‍‍‍‍ّع وفتح فروع أخرى في منطقه القصيم.

## وصلات خارجية
- الموقع الرسمي شركة دنيا الخلاطات
- الحساب الرسمي لشركة دنيا الخلاطات في موقع تويتر